# Муйыл-майы-беремэсе
Муйыл-майы-беремэсе  — башкирская ватрушка с черёмуховым маслом.
Муйыл-майы-беремэсе готовится на сдобном тесте. Тесто раскатывается в лепёшки толщиной 10 мм. На лепешку кладётся фарш из черёмухового масла. Края смазываются сметаной и закатываются.
Лепёшка запекается в духовке около 20 минут.

## Интересные факты
Муйыл-майы-беремэсе может готовится на картофельном, творожном или ореховом фарше.